# Neurophyseta laudamialis
Neurophyseta laudamialis là một loài bướm đêm trong họ Crambidae.